# Bernard Lech
Bernard Lech (Billy-Montigny, 5 ottobre 1946) è un ex calciatore francese, di ruolo centrocampista.

## Biografia
È originario di una famiglia di immigrati polacchi che include anche l'ex calciatore della nazionale Georges Lech.

## Caratteristiche tecniche
Nel 2022, la rivista So Foot lo ha collocato al numero 331 in una classifica dei 1000 migliori giocatori della storia della Ligue 1.

## Carriera
Ha totalizzato 322 incontri e 77 reti in tredici stagioni di massima divisione francese, la maggior parte di esse con la maglia dello Stade Reims fra il 1971 e il 1976.

## Statistiche
Fonte:
| Stagione        | Squadra         | Campionato      | Campionato | Campionato | Coppe nazionali | Coppe nazionali | Coppe nazionali | Totale | Totale |
| Stagione        | Squadra         | Comp            | Pres       | Reti       | Comp            | Pres            | Reti            | Pres   | Reti   |
| --------------- | --------------- | --------------- | ---------- | ---------- | --------------- | --------------- | --------------- | ------ | ------ |
| 1963-1964       | Lens            | D1              | 2          | 0          | CF              | 1               | 0               | 3      | 0      |
| 1964-1965       | Lens            | D1              | 15         | 6          | CF              | 3               | 3               | 18     | 9      |
| 1965-1966       | Lens            | D1              | 29         | 9          | CF              | 1               | 0               | 30     | 9      |
| 1966-1967       | Lens            | D1              | 31         | 5          | CF              | 4               | 0               | 35     | 4      |
| 1967-1968       | Lens            | D1              | 35         | 9          | CF              | 6               | 1               | 41     | 10     |
| Totale Lens     | Totale Lens     | Totale Lens     | 112        | 29         |                 | 15              | 4               | 127    | 33     |
| 1968-1969       | Nancy           | D2              | 34         | 14         | CF              | 1               | 0               | 35     | 14     |
| 1969-1970       | Nancy           | D2              | 19         | 10         | CF              | 5               | 4               | 24     | 15     |
| 1970-1971       | Nancy           | D1              | 31         | 7          | CF              | 4               | 1               | 35     | 8      |
| Totale Nancy    | Totale Nancy    | Totale Nancy    | 84         | 21         |                 | 10              | 5               | 94     | 26     |
| 1971-1972       | Stade Reims     | D1              | 35         | 5          | CF              | 8               | 5               | 43     | 10     |
| 1972-1973       | Stade Reims     | D1              | 37         | 9          | CF              | 4               | 2               | 41     | 11     |
| 1973-1974       | Stade Reims     | D1              | 23         | 6          | CF              | 2               | 0               | 25     | 6      |
| 1974-1975       | Stade Reims     | D1              | 25         | 4          | CF              | 1               | 0               | 26     | 4      |
| lug.-ott. 1975  | Stade Reims     | D1              | 5          | 1          | CF              | -               | -               | 5      | 1      |
| Totale Lens     | Totale Lens     | Totale Lens     | 125        | 25         |                 | 15              | 7               | 140    | 32     |
| ott. 1975-1976  | Angers          | D2              | 26         | 11         | CF              | 7               | 4               | 33     | 11     |
| 1976-1977       | Angers          | D1              | 30         | 10         | CF              | 5               | 2               | 35     | 12     |
| Totale Angers   | Totale Angers   | Totale Angers   | 56         | 21         |                 | 12              | 6               | 68     | 27     |
| 1977-1978       | Paris FC        | D2              | 29         | 19         | CF              | 3               | 2               | 32     | 21     |
| 1978-1979       | Paris FC        | D1              | 27         | 7          | CF              | 1               | 0               | 28     | 7      |
| Totale Paris FC | Totale Paris FC | Totale Paris FC | 56         | 26         |                 | 4               | 2               | 60     | 28     |
| 1979-1980       | Amicale Lucé    | D2              | 28         | 8          | CF              | 0               | 0               | 28     | 8      |
| Totale carriera | Totale carriera | Totale carriera | 461        | 140        |                 | 56              | 24              | 517    | 164    |

## Palmarès
- Campionato francese di seconda divisione: 1

Angers: 1975-1976